# Wspólnota administracyjna Krummennaab
Wspólnota administracyjna Krummennaab – wspólnota administracyjna (niem. Verwaltungsgemeinschaft) w Niemczech, w kraju związkowym Bawaria, w rejencji Górny Palatynat, w regionie Oberpfalz-Nord, w powiecie Tirschenreuth. Siedziba wspólnoty znajduje się w miejscowości Krummennaab.
Wspólnota administracyjna zrzesza dwie gminy wiejskie (Gemeinde): 
- Krummennaab, 1 544 mieszkańców, 17,72 km²
- Reuth bei Erbendorf, 1 202 mieszkańców, 16,91 km²